# WTO姐妹會
《WTO姐妹會》（英語：WTO Sister Show）臺灣八大電視旗下八大綜合台所製作播出的訪談性節目，自2009年3月2日起播出至今。除了每集邀請藝人以及專家作為來賓之外，該節目的成員皆為來自於世界各國且長期定居台灣的外籍人士，故藉世界貿易組織英文縮寫「WTO」作為命名。而開播時成員僅有女性外籍配偶，故稱「姐妹會」。節目當中「台灣新住民」一詞經常被使用，反映出台灣新生代族群的多元與開放。
每集節目皆訂有主題，主要以成員訪談的方式進行，但是有時也穿插特別活動，例如棚外錄影。常見的主題包括有世界各國文化差異、文化衝擊、異國風俗、語言學習經驗、婚姻生活等。
八大綜合台在於目前所播出的時間為每週一至週四晚間十一點到十二點首播，週五晚間十一點到十二點則是挑選較早的集數播出。TVBS-Asia亦有重播較早之前的集數。

## 歷任主持人
- 2009年3月2日，節目開播由于美人主持。
- 2010年3月18日，于美人以身體不堪負荷為由離開。
- 2010年3月22日，由胡瓜接下主持棒。因應主持人異動，節目也略作調整，5月24日起開始安排男性外籍配偶上節目。
- 2011年6月30日，胡瓜亦因身體亮紅燈請辭。
- 2011年7月4日，由曹蘭接下主持棒，因應節目多樣性，開始安排非外籍配偶的外籍人士上節目（如留學生或在台工作的外籍人士，無論居住台灣多久。），或者是節目成員在台灣土生土長的混血兒女，也是以“新住民”介紹。
- 2012年7月23日，由文史工作者謝哲青和高伊玲接下主持棒，兩人搭檔主持時間長達4年6個月餘，是該節目首次以雙主持的形態出現。[1]
- 2017年2月13日，因為節目轉型，由鍾欣愉接棒主持。[2]
- 2019年5月13日，由鍾欣愉與郭彥均一起主持。

## 獎項
| 年份   | 獲提名        | 獎項                           | 結果 |
| ------ | ------------- | ------------------------------ | ---- |
| 2009年 | 于美人        | 第44屆金鐘獎最佳綜合節目主持人 | 入圍 |
| 2010年 | 胡瓜          | 第45屆金鐘獎最佳綜合節目主持人 | 入圍 |
| 2011年 | 胡瓜          | 第46屆金鐘獎最佳綜合節目主持人 | 入圍 |
| 2011年 | 《WTO姊妹會》 | 第46屆金鐘獎綜合節目獎         | 入圍 |
| 2013年 | 《WTO姊妹會》 | 第48屆金鐘獎綜合節目獎         | 入圍 |

## 外部連結
- 官方网站－八大電視
- WTO姐妹會的Facebook專頁
- WTO姐妹會的Instagram帳戶
- YouTube上的WTO姐妹會頻道
- YouTube上的WTO姐妹會精彩預告播放列表

| 臺灣 八大第一台 每週一至週五（週五重播）22:00 - 22:57 | 臺灣 八大第一台 每週一至週五（週五重播）22:00 - 22:57 | 臺灣 八大第一台 每週一至週五（週五重播）22:00 - 22:57 |
| ----------------------------------------------------- | ----------------------------------------------------- | ----------------------------------------------------- |
|                                                       | WTO姐妹會 （2009年3月2日—2012年7月20日）              |                                                       |
| —                                                     | —                                                     |                                                       |
| 臺灣 八大第一台 每週一至週五（週五重播）23:00 - 23:57 |                                                       |                                                       |
| —                                                     | WTO姐妹會 （2012年7月23日—2016年4月8日）              | —                                                     |
| 臺灣 八大綜合台 每週一至週四 23:00 - 23:57            |                                                       |                                                       |
| —                                                     | WTO姐妹會 （2016年4月11日—2024年10月15日）            | —                                                     |
| 臺灣 八大綜合台 星期一至五 22:00 - 23:00              |                                                       |                                                       |
| —                                                     | WTO姐妹會 （2024年10月16日—）                         | —                                                     |